# Вуді Крік
Вуді Крік (англ. Woody Creek) — переписна місцевість (CDP) в США, адміністративний центр найбільш південного у штаті округу Піткін штату Колорадо. Населення — 290 осіб (2020).
Головною визначною пам'яткою міста є будинок колод, побудований в 1940-х роках родиною Лі Джонса, у якому зараз розташована «Таверна Вуді Крік». Недалеко розташований парк «будинків на колесах» та кілька будинків, починаючи від скромних старих і до нових сучасних будов.

## Географія
Вуді Крік розташоване за координатами 39°16′15″ пн. ш. 106°53′18″ зх. д. / 39.27083° пн. ш. 106.88833° зх. д. (39.270867, -106.888273).  За даними Бюро перепису населення США у 2010 році переписна місцевість мала площу 1,56 км², уся площа — суходіл.
Вуді Крік розташований у долині річки Форк на північний захід від Аспена.

### Клімат
Літо спекотне та тривале, зима м'яка та коротка, найхолоднішим місяцем є грудень. Взимку іноді бувають невеликі заморозки, влітку часто сильна спека майже до 50 градусів в тіні. Опади розподілені відносно рівномірно, більше опадів випадає взимку. За рік випадає всього 106 мм опадів. Вуді Крік розташоване в одному з так званих Гірських штатів. На схід Скелясті гори переходять в Великі рівнини — плато з переважаючою степовою рослинністю.
- Середньорічна температура повітря — 20,8 °C
- Середня швидкість вітру — 3,9 м/с
- Відносна вологість повітря — 31%

## Демографія
Згідно з переписом 2010 року, у переписній місцевості мешкали 263 особи в 135 домогосподарствах у складі 65 родин. Густота населення становила 169 осіб/км².  Було 174 помешкання (112/км²).
Расовий склад населення:
| - 92,8 % — білих - 1,1 % — азіатів - 0,4 % — вихідців з тихоокеанських островів - 0,4 % — чорних або афроамериканців - 3,4 % — осіб інших рас |

До двох чи більше рас належало 1,9 %. Частка іспаномовних становила 10,6 % від усіх жителів.
За віковим діапазоном населення розподілялося таким чином: 16,0 % — особи молодші 18 років, 69,6 % — особи у віці 18—64 років, 14,4 % — особи у віці 65 років та старші. Медіана віку мешканця становила 50,3 року. На 100 осіб жіночої статі у переписній місцевості припадало 143,5 чоловіків;  на 100 жінок у віці від 18 років та старших — 145,6 чоловіків також старших 18 років.
За межею бідності перебувало 5,4 % осіб, у тому числі 0,0 % дітей у віці до 18 років та 31,9 % осіб у віці 65 років та старших.
Цивільне працевлаштоване населення становило 134 особи. Основні галузі зайнятості: мистецтво, розваги та відпочинок — 35,8 %, освіта, охорона здоров'я та соціальна допомога — 17,9 %, науковці, спеціалісти, менеджери — 11,9 %, будівництво — 11,9 %.

## Галерея

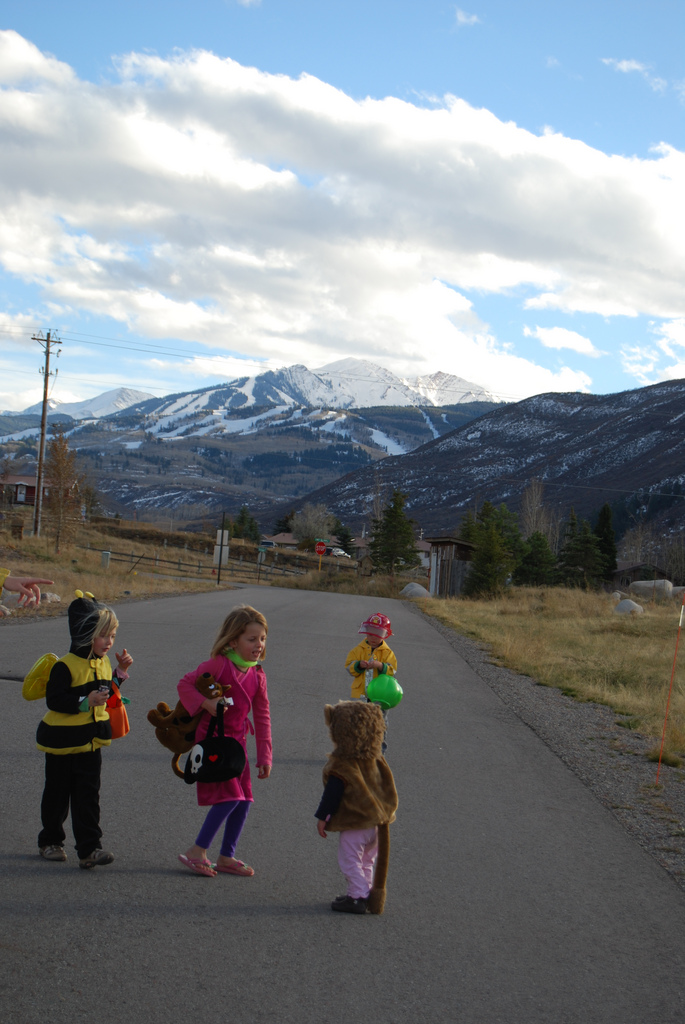
Діти під час святкуванн Геловіну